# Rachatłukum (powieść)
Rachatłukum (niderl. Turks fruit) – powieść holenderskiego pisarza Jana Wolkersa, wydana w 1969 roku. Utwór jest uznawany za najpoczytniejszy wśród uczniów szkół średnich. Na podstawie książki Paul Verhoeven wyreżyserował w 1973 r. film Tureckie owoce. W 2007 film został wpisany na listę 16 najważniejszych filmów kina niderlandzkiego.
Rachatłukum jest opowieścią o początkującym rzeźbiarzu, jego namiętnościach, miłości do rudowłosej Olgi i o sztuce. Narrator już w pierwszym zdaniu oznajmia, że odeszła od niego ukochana. Dalszy ciąg powieści zawiera rekonstrukcję miłości, małżeństwa i niepowodzenia jakie ich spotyka. Wolkers, będąc jednym z największych, a z pewnością najpoczytniejszych prozaików holenderskich, wpisuje się w nurt rozrachunku z tradycyjną etyką kalwińską i, szerzej, chrześcijańską. Powieść w bardzo dosadnych nieraz słowach przedstawia związek bohatera z rudowłosą Olgą oraz stających na ich drodze przesądach. Rzecz dzieje się w Holandii lat 60. XX wieku, gdzie niepokorny artysta nie mieści się w drobnomieszczańskim schemacie poukładanego życia. Bunt przeciwko tradycyjnym wartościom wyraża Wolkers m.in. poprzez naturalistyczne przedstawienie seksu, ostry, bezkompromisowy język oraz oryginalną kompozycję tekstu (poszczególne rozdziały pozbawione są podziałów na akapity), łamiąc dzięki tym zabiegom tabu zarówno obyczajowe, jak i stylistyczne.

## Adaptacje w Polsce
17 kwietnia 2013 roku w Teatrze Studio miał premierę monodram Rachatłukum – adaptacji dokonali reżyser Sebastian Chondrokostas oraz aktor Marcin Bosak. W wywiadzie Marcin Bosak zwraca uwagę, że nie epatowanie pornograficznymi opisami jest siłą i przesłaniem, jakie chce przekazać autor, ale że „materiał jest bardzo ciekawy, chciałbym, żeby nasze przedstawienie nie było odebrane jako skandalizujące. Jeśli nie będzie rozumiane przez intelekt, to przez uczucia”.

## Literatura
- A. Dąbrówka, Ojciec, śmierć i ja (posłowie), [w:] J. Wolkers, Rachatłukum, przekł. A. Dąbrówka, Warszawa 1990, s. 127-133.
- D. i M. Morciniec, Historia literatury niderlandzkiej, Wrocław-Warszawa-Kraków-Gdańsk-Łódź 1985, s. 368.